# Love Love Love
Love Love Love är en låt framförd av den svenska sångerskan Agnes Carlsson, vilken deltog i finalen av Melodifestivalen 2009. Text och musik är skriven av Anders Hansson, som även producerat den samt skrivit och producerat Agnes tredje album Dance Love Pop.
Från början var det tänkt att Love Love Love skulle framföras som en duett mellan Agnes och Marie Serneholt, när Serneholt sedan blev erbjuden en jokerplats skrotades den idén och det bestämdes att Love Love Love skulle framföras solo av Agnes.
Inför deltävlingen var förväntningarna hos Sveriges spelbolag höga och Agnes tippades som vinnare av flertalet, vilket ledde till mycket låga odds.
Agnes och Malena Ernman gick direkt till final från den tredje deltävlingen i Malmö. I duellen mötte hon Star Pilots med deras låt "Higher" som gick till Andra chansen.

## Låtlista
CD-singel
1. "Love Love Love" [Radio Edit] — 2:59
2. "Love Love Love" [Instrumental] — 2:59

Digital Download
1. "Love Love Love" [Radio Edit] — 2:59

### Listplaceringar
| Lista (2008)      | Topp- placering | Cert. |
| ----------------- | --------------- | ----- |
| Sverigetopplistan | 4               | -     |
| Digilistan        | 4               | -     |
| Telia Music Store | 5               | -     |
| Rix topp 6        | 4               | -     |
| CDON topp 50      | 7               | -     |
| Svenska Itunes    | 1               | -     |